# Broxton (Cheshire)
Broxton è una Parrocchia civile inglese, sita nel distretto di Cheshire West and Chester, contea cerimoniale del Cheshire, regione del  Nord Ovest. Esso si trova ad 11 miglia a sud della città di Chester ed a 10 miglia ad est di Wrexham, nel Galles. 
Alla parrocchia civile appartengono anche i piccoli insediamenti di Barnhill, Bolesworth, Brown Knowl, Fuller's Moor and Meadow Bank. Secondo il censimento del 2001 la sua popolazione ammonta a 390 abitanti.